# Кировский (Астраханская область)
Ки́ровский — посёлок городского типа в Камызякском районе Астраханской области России. Образует городское поселение Поселок Кировский.

## География

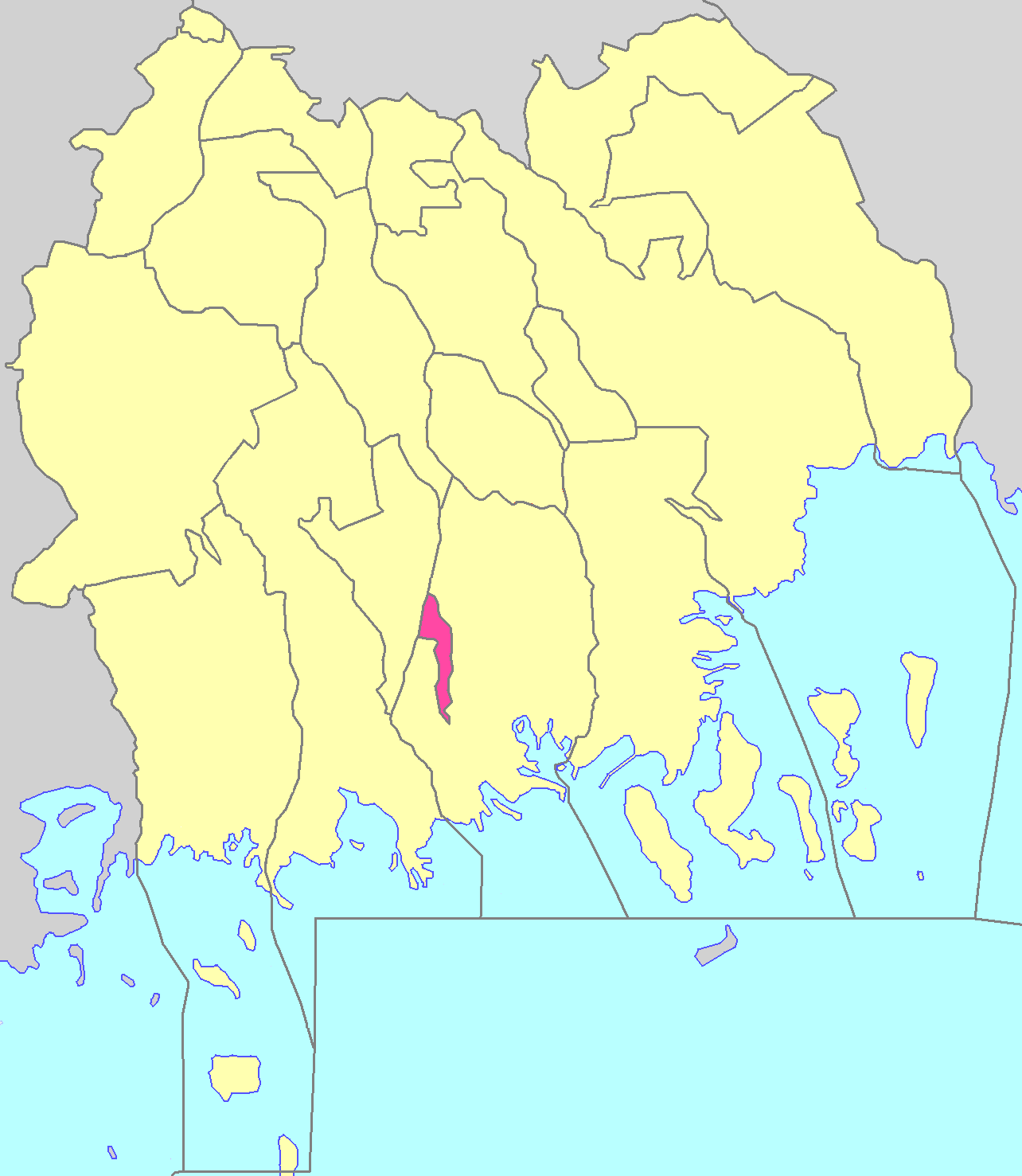
МО "Посёлок Кировский" на карте Камызякского района

Расположен в южной части области в 55 км к югу от Астрахани. Расстояние до райцентра, города Камызяк — 32 километра. Поселок Соединен автодорогой с Астраханью. В черте города, на берегу реки, находится Никитинский Банк. 

## Климат
- Среднегодовая температура воздуха — 12,4 °C
- Относительная влажность воздуха — 62,8 %
- Средняя скорость ветра — 4,9 м/с

| Среднесуточная температура воздуха в Кировском по данным NASA | Среднесуточная температура воздуха в Кировском по данным NASA | Среднесуточная температура воздуха в Кировском по данным NASA | Среднесуточная температура воздуха в Кировском по данным NASA | Среднесуточная температура воздуха в Кировском по данным NASA | Среднесуточная температура воздуха в Кировском по данным NASA | Среднесуточная температура воздуха в Кировском по данным NASA | Среднесуточная температура воздуха в Кировском по данным NASA | Среднесуточная температура воздуха в Кировском по данным NASA | Среднесуточная температура воздуха в Кировском по данным NASA | Среднесуточная температура воздуха в Кировском по данным NASA | Среднесуточная температура воздуха в Кировском по данным NASA | Среднесуточная температура воздуха в Кировском по данным NASA |
| Янв                                                           | Фев                                                           | Мар                                                           | Апр                                                           | Май                                                           | Июн                                                           | Июл                                                           | Авг                                                           | Сен                                                           | Окт                                                           | Ноя                                                           | Дек                                                           | Год                                                           |
| −0,1 °C                                                       | −0,9 °C                                                       | 3,0 °C                                                        | 11,4 °C                                                       | 18,2 °C                                                       | 23,8 °C                                                       | 26,6 °C                                                       | 25,5 °C                                                       | 19,8 °C                                                       | 12,9 °C                                                       | 5,8 °C                                                        | 1,4 °C                                                        | 12,4 °C                                                       |
| ------------------------------------------------------------- | ------------------------------------------------------------- | ------------------------------------------------------------- | ------------------------------------------------------------- | ------------------------------------------------------------- | ------------------------------------------------------------- | ------------------------------------------------------------- | ------------------------------------------------------------- | ------------------------------------------------------------- | ------------------------------------------------------------- | ------------------------------------------------------------- | ------------------------------------------------------------- | ------------------------------------------------------------- |

## История
12 декабря 1938 года вышел Указ Президиума Верховного Совета РСФСР об образовании поселка Кировский. В январе 1939 года населённый пункт при рыбозаводе им. С.М.Кирова Камызякского района был преобразован в Кировский рабочий посёлок и в марте создан Кировский поселковый Совет. 
23 октября 1996 года решением Представительного Собрания посёлка Кировский создано муниципальное образование «Посёлок Кировский». 

## Население
| 1959  | 1970  | 1979  | 1989  | 2002  | 2009  | 2010  | 2012  | 2013  |
| ----- | ----- | ----- | ----- | ----- | ----- | ----- | ----- | ----- |
| 2880  | ↘2813 | ↘2652 | ↘2446 | ↘2259 | ↘2172 | ↗2249 | ↘2221 | ↘2215 |
| 2014  | 2015  | 2016  | 2017  | 2018  | 2019  | 2020  | 2021  |       |
| ↘2210 | ↗2217 | ↘2182 | ↘2142 | ↘2109 | ↘2080 | ↘2064 | ↘2035 |       |

## Экономика
- Кировский рыбозавод[20]
- Кировский консервный цех[21]

## Инфраструктура
- Средняя общеобразовательная школа имени Героя Советского Союза П.М.Смирнова. Открыта 1 сентября 1961 года.
- Дом культуры.
- Библиотека.

## Достопримечательности
Построен стадион с беговой дорожкой, трибунами, большим полем для футбола и т.д. Также имеется и поле для гандбола.

## Разнообразие природы
Начиная с середины июля и до конца августа в пределах посёлка Кировский, расположенного в низовьях Волги, цветёт удивительное растение — лотос. Он поражает величиной и красотой своих цветков, которые цветут всего три дня. В низовьях Волги мы наблюдаем прекрасные картины цветения этих растений, которые образуют целые поля, уходящие за горизонт, к самому Каспийскому морю.

## Люди, связанные с посёлком
- Смирнов, Павел Михайлович — Герой Советского Союза. До войны работал в посёлке учителем рисования и пения. Именем П.М.Смирнова названа среднеобразовательная школа.